# Pazo du Hórreo
Le Pazo du Hórreo est un bâtiment situé dans la ville espagnole de Saint-Jacques-de-Compostelle (province de La Corogne), actuel siège du Parlement de Galice.

## Histoire
Au début du XXe siècle, les domaines de l'éducation et de la religion ont été mis en avant à Saint-Jacques-de-Compostelle pour le développement de la ville. Eugenio Montero Ríos a promu le projet de construction d'une école vétérinaire, qui serait la sixième en Espagne, mais la première à disposer d'un bâtiment spécifique pour l'accueillir. Son architecte, Antonio Bermejo y Arteaga, a donc dû chercher à l'étranger une référence pour sa conception et il l'a trouvée dans l'école vétérinaire française d'Alfort. En 1899, Bermejo commence à rédiger le projet et le laisse pratiquement terminé en 1901, date de sa mort. Son successeur dans l'exécution du projet fut l'architecte Arturo Calvo Tomelén, qui ne fit que des modifications ornementales. La construction du bâtiment a commencé le 25 mars 1903, dans le but d'abriter l'école vétérinaire de Saint-Jacques-de-Compostelle, et a été inaugurée à cette fin le 2 octobre 1915.
En 1918, le bâtiment a été utilisé comme hôpital de campagne pour soigner les soldats contaminés par la grippe espagnole. L'école vétérinaire a donc commencé à partager son bâtiment avec l'armée. Entre 1921 et 1924, l'école a partagé son siège avec la Mission Biologique de Galice. Jusqu'en 1925, le bâtiment a été une école vétérinaire (avec ses salles de classe, ses laboratoires, son amphithéâtre, ses salles d'opération et ses salles de musée), mais, pendant le Directoire Militaire de la dictature de Primo de Rivera, l'armée s'y installa définitivement, la transformant en caserne d'infanterie et d'artillerie et l'école a été fermée.
En 1986, le bâtiment, qui appartenait au Ministère de la Défense, a été acquis par la Junte de Galice. La rénovation de la caserne pour la convertir en siège du Parlement de Galice a été dirigée par l'architecte Manuel Andrés Reboredo Santos. Après avoir été rénové, le bâtiment a commencé à fonctionner comme siège du Parlement galicien le 1er mars 1989.

## Description
L'auteur du projet de construction est Antonio Bermejo y Arteaga, dont le mécène est l'homme politique Eugenio Montero Ríos. Il s'est inspiré du bâtiment Fragonard de l'École nationale vétérinaire d'Alfort.
Le bâtiment a un plan rectangulaire et une structure néoclassique avec une décoration éclectique historiciste. Il se compose d'un sous-sol, d'un rez-de-chaussée, un entresol et un premier étage et possède deux cours intérieures rectangulaires (à l'origine, avant d'être le siège du parlement de Galice il s'agissait d'une grande cour intérieure rectangulaire).
Le bâtiment est entouré d'un portail en forme de lance en acier Corten et d'un jardin avec différentes espèces d'arbres et de sculptures.

## Voir également